# اطيروت (سدح)
اطيروت منطقة سكنية تقع في ولاية سدح، التابعة لمحافظة ظفار في سلطنة عمان. يقدر عدد سكانها بـ 9 نسمة حسب إحصاء عام 2010 التابع للمركز الوطني للإحصاء والمعلومات الحكومي. رمز المنطقة هو 21040153.

## الوصلات الخارجية
- المركز الوطني للإحصاء والمعلومات، سلطنة عمان